# D-Dur
D-Dur ist eine Tonart des Tongeschlechts Dur, die auf dem Grundton d aufbaut. Die Tonart D-Dur wird in der Notenschrift mit zwei Kreuzen geschrieben (fis, cis). Auch die entsprechende Tonleiter und der Grundakkord dieser Tonart (die Tonika d-fis-a), werden mit dem Begriff D-Dur bezeichnet.
D-Dur gilt als die festlichste unter den Tonarten. Dies hat damit zu tun, dass zu Zeiten der Barockmusik die Barocktrompeten, die bei festlichen Gelegenheiten erklangen, meistens in D gestimmt waren. Johann Mattheson, ein Zeitgenosse Bachs, beschreibt in seinem musiktheoretischen Werk „Das neu-eröffnete Orchestre“ D-Dur als „zum Lärmen, lustigen, kriegerischen, und aufmunternden Sachen am allerbequemsten.“
Außerdem ist D-Dur die häufigste Tonart in der irischen Folklore, da die irischen traditionellen Blasinstrumente oft in D gestimmt sind (z. B. die Uilleann Pipes). Auch auf der Violine lässt sich diese Tonart recht leicht spielen. 

## Einordnung der Tonart
| Vorzeichen: | 7♭ +fes | 6♭ +ces | 5♭ +ges | 4♭ +des | 3♭ +as | 2♭ +es | 1♭ +b |   | 1♯ +fis | 2♯ +cis | 3♯ +gis | 4♯ +dis | 5♯ +ais | 6♯ +eis | 7♯ +his |
| Dur:        | Ces     | Ges     | Des     | As      | Es     | B      | F     | C | G       | D       | A       | E       | H       | Fis     | Cis     |
| Moll:       | as      | es      | b       | f       | c      | g      | d     | a | e       | h       | fis     | cis     | gis     | dis     | ais     |